# أيمن ماو
أيمن ماو : هو مغني ريغي سوداني، وفنان ثورة ديسمبر السودانية التي أسقطت نظام عمر البشير في 11 أبريل
تاريخ الاعتقال= 10/1/2022 2019. اشتهر بأغانية الثورية التي تنتقد النظام الحاكم في السوادن، قدر عدد الحضور في الحفل الذي أقامه في ميدان الاعتصام في القيادة العامة بمليون شخص
.

## مناسبة تسمية ماو
اسمه أيمن يوسف، جاءت تسمية ماو من فيلم صائد الغزلان (فيلم) بطولة روبرت دي نيرو، شّبّه بواحد من الشخصيات الفيتنامية كان يضرب شخصاً ويردد كلمة (ماو ماو ماو)، وهي كلمة باللغة الفيتناميّة تعني (أرحل)، أو (أرحل سريعاً)، لان قصة الفلم كانت تتحدث عن ثلاثة أمريكان من أصل روسي خدموا في حرب أمريكا على فيتنام.

## البدايات
قبل مغادرته للسودان كان موسيقياً في فرقة الصوت السودانية، قبل أن ينتقل للدراسة في ولاية تكساس بالولايات المتحدة الاميريكية، حيث درس إدارة الأعمال هناك ويعمل في مجال الخدمات اللوجستية. أول أغنية كاملة له كانت في العام 2006، باسم ناس دار فور. في العام 2011 نشر أغنية بن علي هرب في إشارة إلى هروب الرئيس التونسي عقب الثورة التونسية التي أطاحت به، بدأت اغنياته ذات الطابع الثوري إبان احتجاجات 2013.

## بعض من أعماله
- أغنية كلمّا نقول .
- الكيزان؛ ومفردة كوز تُطلق على أنصار نظام عمر البشير في السودان، أو على كل أنصار التنظيمات الإسلامية
- الكوز الني
- بن علي هرب
- تسقط بس.

## وصلات خارجية
- أيمن ماو قناة روسيا اليوم
- راديو دبنقا/ أيمن ماو
- اغاني أيمن ماو